# Елџин (Оклахома)
Елџин (енгл. Elgin) град је у америчкој савезној држави Оклахома.

## Демографија
По попису из 2010. године број становника је 2.156, што је 946 (78,2%) становника више него 2000. године.
| Група             | 2000.       | 2010.         |
| Белци             | 975 (80,6%) | 1.586 (73,6%) |
| Афроамериканци    | 7 (0,6%)    | 101 (4,7%)    |
| Азијати           | 4 (0,3%)    | 28 (1,3%)     |
| Хиспаноамериканци | 72 (6,0%)   | 184 (8,5%)    |
| Укупно            | 1.210       | 2.156         |